# دوايت ويلارد تايلور
دوايت ويلارد تايلور (بالإنجليزية: Dwight Willard Taylor)‏ هو عالم رخويات ‏ أمريكي، ولد في 1932، وتوفي في 2006.